# Campeonato Capixaba de Futebol Feminino de 2021
O Campeonato Capixaba de Futebol Feminino de 2021 é a 11ª edição deste campeonato de futebol feminino organizado pela Federação de Futebol do Estado do Espírito Santo (FES), o torneio teve início em 23 de outubro.

## Regulamento
O Campeonato Capixaba de Futebol Feminino de 2021 será realizado em quatro fases distintas:
- Na primeira fase, as dez agremiações serão divididas em dois grupos com cinco equipes que se enfrentarão em turno único entre si, as quatro primeiras de cada grupo se classificarão para a fase seguinte.
- Nas quartas de final, os duelos se tornarão eliminatórios, sendo disputados em partida única, com mando para as equipes de melhor campanha. Nessa fase, o time com melhor desempenho na primeira fase terá vantagem do empate.
- Nas semifinais, os duelos serão disputados pelas equipes vencedoras da fase anterior, sendo realizados em jogos de ida e volta.
- A final, será disputada em jogo único no Kleber Andrade. O vencedor da competição ganhará uma vaga na Série A3 de 2022.

### Critérios de desempate
O desempate entre duas ou mais equipes na primeira fase seguiu a ordem definida abaixo:
1. Número de vitórias
2. Saldo de gols
3. Gols marcados
4. Confronto direto
5. Menor número de cartões vermelhos recebidos
6. Menor número de cartões amarelos recebidos
7. Sorteio

## Participantes
| Equipe         | Cidade                  | Títulos                                 | Ref.  |
| -------------- | ----------------------- | --------------------------------------- | ----- |
| AE Capixaba    | Anchieta                | —                                       | [ 5 ] |
| Aster Brasil   | Vitória                 | —                                       | [ 5 ] |
| Coronel Borges | Cachoeiro de Itapemirim | —                                       | [ 5 ] |
| Meninas do ES  | Serra                   | —                                       | [ 5 ] |
| Prosperidade   | Vargem Alta             | —                                       | [ 5 ] |
| São Geraldo    | Serra                   | —                                       | [ 5 ] |
| Serra          | Serra                   | —                                       | [ 5 ] |
| União          | Viana                   | —                                       | [ 5 ] |
| Vila Nova-ES   | Vila Velha              | 6 (2010, 2015, 2016, 2017, 2018 e 2019) | [ 5 ] |
| Vilavelhense   | Vila Velha              | —                                       | [ 5 ] |

## Primeira Fase

### Grupo A

#### Confrontos
|               | AST | MDE  | SGE | UNI  | VNO  |
| ------------- | --- | ---- | --- | ---- | ---- |
| Aster Brasil  | —   | —    | 2–3 | 10–0 | —    |
| Meninas do ES | 0–2 | —    | 0–3 | —    | —    |
| São Geraldo   | —   | —    | —   | 10–0 | 0–4  |
| União         | —   | 0–5  | —   | —    | 0–15 |
| Vila Nova-ES  | 5–1 | 11–0 | —   | —    | —    |

|  |                     |  |        |  |                      |
|  | Vitória do Mandante |  | Empate |  | Vitória do Visitante |

### Grupo B

#### Confrontos
|                | AEC     | CBO | PRO | SER | VIL |
| -------------- | ------- | --- | --- | --- | --- |
| AE Capixaba    | —       | 0–3 | —   | 0—5 | —   |
| Coronel Borges | —       | —   | —   | 2–2 | 2–5 |
| Prosperidade   | 13–0    | 8–2 | —   | —   | —   |
| Serra          | —       | —   | 1–1 | —   | 0–3 |
| Vilavelhense   | 3–0[wo] | —   | 0–1 | —   | —   |

|  |                     |  |        |  |                      |
|  | Vitória do Mandante |  | Empate |  | Vitória do Visitante |

- W.O. ^ A partida foi cancelada devido a uma mudança de data na última rodada, que acabou prejudicando o AE Capixaba que não compareceu a partida e o time foi declarado perdedor por 3–0 (W.O.).[6]

## Fase Final
Em itálico, os times que possuem o mando de campo no primeiro jogo do confronto. 
  Em negrito, os clubes classificados
|  | Quartas de final | Quartas de final |              |                   | Semifinais | Semifinais | Semifinais | Semifinais |  |  | Final | Final |  |
|  |                  |                  |              |                   |            |            |            |            |  |  |       |       |  |
|  |                  |                  |              |                   |            |            |            |            |  |  |       |       |  |
|  | Vila Nova-ES     | 18               |              |                   |            |            |            |            |  |  |       |       |  |
|  | Vila Nova-ES     | 18               |              |                   |            |            |            |            |  |  |       |       |  |
|  | Coronel Borges   | 0                |              |                   |            |            |            |            |  |  |       |       |  |
|  | Coronel Borges   | 0                |              | Vila Nova-ES      | 0          | 5          | 5          |            |  |  |       |       |  |
|  |                  |                  |              | Vila Nova-ES      | 0          | 5          | 5          |            |  |  |       |       |  |
|  |                  |                  | Vilavelhense | 0                 | 1          | 1          |            |            |  |  |       |       |  |
|  | Vilavelhense     | 1                | Vilavelhense | 0                 | 1          | 1          |            |            |  |  |       |       |  |
|  | Vilavelhense     | 1                |              |                   |            |            |            |            |  |  |       |       |  |
|  | Aster Brasil     | 1                |              |                   |            |            |            |            |  |  |       |       |  |
|  | Aster Brasil     | 1                |              | Vila Nova-ES      | 1          |            |            |            |  |  |       |       |  |
|  |                  |                  |              |                   |            |            |            |            |  |  |       |       |  |
|  |                  |                  | Prosperidade | 0                 |            |            |            |            |  |  |       |       |  |
|  | Prosperidade     | 6                | Prosperidade | 0                 |            |            |            |            |  |  |       |       |  |
|  | Prosperidade     | 6                |              |                   |            |            |            |            |  |  |       |       |  |
|  | Meninas do ES    | 0                |              |                   |            |            |            |            |  |  |       |       |  |
|  | Meninas do ES    | 0                |              | Prosperidade (p.) | 2          | 3          | 5 (6)      |            |  |  |       |       |  |
|  |                  |                  |              | Prosperidade (p.) | 2          | 3          | 5 (6)      |            |  |  |       |       |  |
|  |                  |                  | São Geraldo  | 3                 | 2          | 5 (5)      |            |            |  |  |       |       |  |
|  | São Geraldo      | 2                | São Geraldo  | 3                 | 2          | 5 (5)      |            |            |  |  |       |       |  |
|  | São Geraldo      | 2                |              |                   |            |            |            |            |  |  |       |       |  |
|  | Serra            | 1                |              |                   |            |            |            |            |  |  |       |       |  |
|  | Serra            | 1                |              |                   |            |            |            |            |  |  |       |       |  |
|  |                  |                  |              |                   |            |            |            |            |  |  |       |       |  |

### Final
| 13 de dezembro | Vila Nova-ES | 1 – 0 | Prosperidade | Kleber Andrade, Cariacica |
| 13h00min       | Luana 88'    |       |              |                           |

## Premiação
| Campeão do Campeonato Capixaba de Futebol Feminino de 2021 |
| Espírito Santo (estado)                                    |
| ---------------------------------------------------------- |
| Vila Nova-ES Campeã (7° título)                            |